# Hans Christian Schmidt

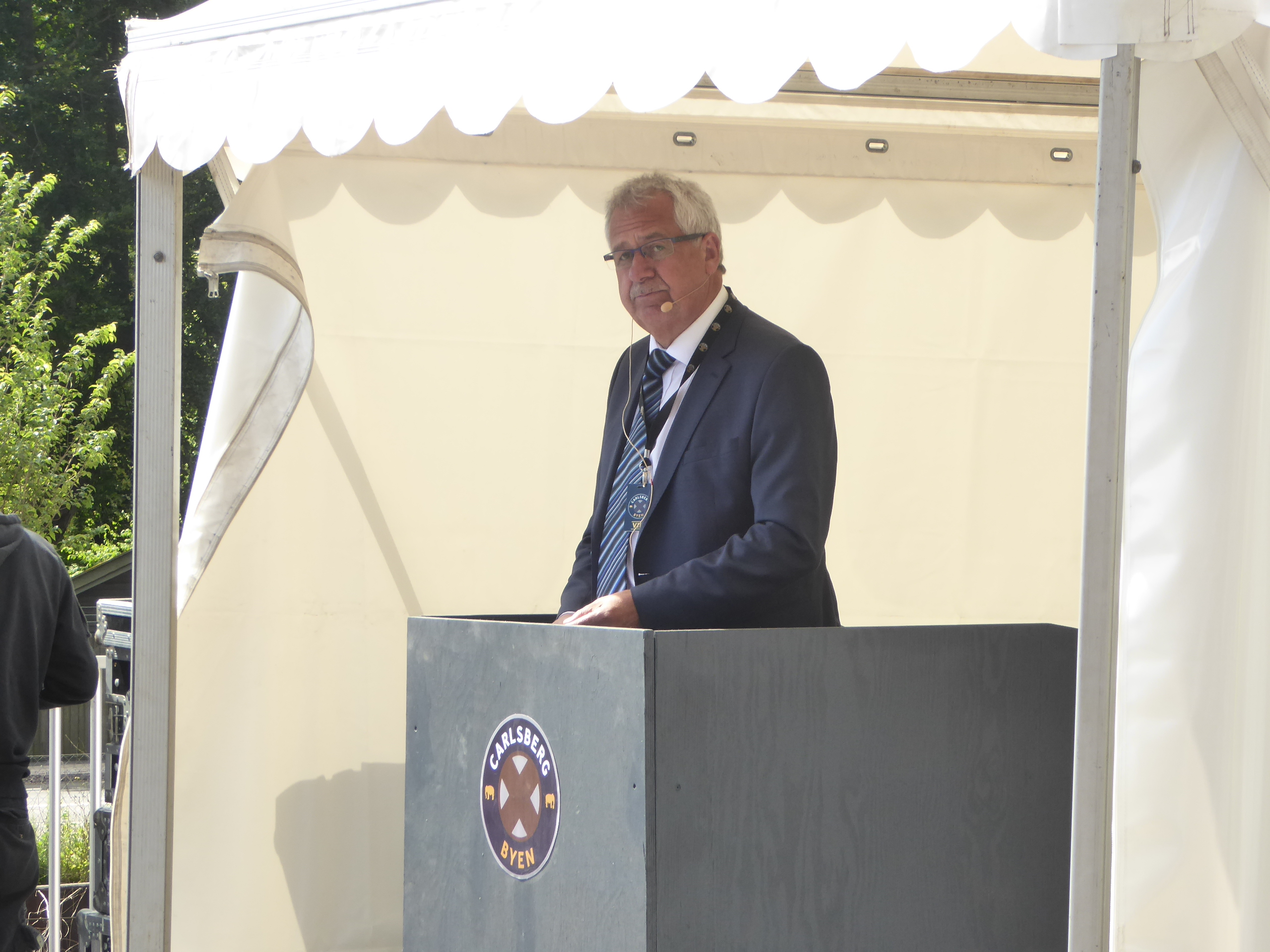
Hans Christian Schmidt, 2016

Hans Christian Schmidt (* 25. August 1953 in Nustrup, heute zu Vojens Kommune) ist ein dänischer Lehrer und Politiker (Venstre).

## Leben
Schmidt absolvierte 1973 das Kolding-Gymnasium und legte sein Examen als Lehrer am Seminar Haderslev 1977 ab. Zunächst war er als Lehrer tätig.
Von 1982 bis 2002 saß er im Stadtrat von Vojens. Seit 1994 gehört er dem Folketing an. Er amtierte als dänischer Umweltminister von 2001 bis 2004 und anschließend bis 2007 als Minister für Ernährung, Landwirtschaft und Fischerei in den Kabinetten Fogh Rasmussen I und II. 2007 musste er den Fraktionsvorsitz übernehmen. In der Regierung Lars Løkke Rasmussen I kehrte er vom 23. Februar 2010 bis 3. Oktober 2011 als dänischer Transportminister auf die Regierungsbank zurück. Laut seinem Fraktionskollegen Kristian Pihl Lorentzen war er „der beste Transportminister, den wir je hatten“.

## Endnoten
1. ↑  Lebenslauf beim Folketing (englisch).
2. ↑  Siegfried Matlok: „Unser lieber guter Hans“, in: Der Nordschleswiger vom 4. November 2019, zuletzt abgerufen am 4. November 2019.

| Personendaten    | Personendaten                                         |
| ---------------- | ----------------------------------------------------- |
| NAME             | Schmidt, Hans Christian                               |
| KURZBESCHREIBUNG | dänischer Politiker (Venstre), Mitglied des Folketing |
| GEBURTSDATUM     | 25. August 1953                                       |
| GEBURTSORT       | Nustrup                                               |